# 23854 Rickschaffer
23854 Rickschaffer è un asteroide della fascia principale. Scoperto nel 1998, presenta un'orbita caratterizzata da un semiasse maggiore pari a 2,3793927 UA e da un'eccentricità di 0,1668551, inclinata di 4,44587° rispetto all'eclittica.